# توقته‌غول
توقته‌غول (به قرقیزی: Токтогул، توقتوعۇل) شهری در شهرستان توقته‌غول، استان جلال‌آباد کشور قرقیزستان است که در سرشماری سال ۲۰۰۵ میلادی، ۱۵٫۹۴۳ نفر جمعیت داشته است.